# Kīlū Panjeh
Kīlū Panjeh (persiska: کیلو پنجه, کیلو پنچه) är en ort i Iran.   Den ligger i provinsen Nordkhorasan, i den norra delen av landet, 500 km nordost om huvudstaden Teheran. Kīlū Panjeh ligger 784 meter över havet och antalet invånare är 463.
Terrängen runt Kīlū Panjeh är huvudsakligen kuperad, men den allra närmaste omgivningen är platt. Kīlū Panjeh ligger nere i en dal som går i öst-västlig riktning. Runt Kīlū Panjeh är det ganska glesbefolkat, med 27 invånare per kvadratkilometer. Närmaste större samhälle är Ḩeşārcheh, 2,7 km väster om Kīlū Panjeh. Omgivningarna runt Kīlū Panjeh är i huvudsak ett öppet busklandskap.